# Jelcz-Laskowice
Jelcz-Laskowice este un oraș în Polonia.